# 岡山県道466号田井新港線
岡山県道466号田井新港線（おかやまけんどう466ごう たいしんこうせん）は、岡山県玉野市を通る一般県道である。

## 概要
田井新港と岡山県道22号倉敷玉野線を結ぶ。

### 路線データ
- 起点：岡山県玉野市田井6丁目（田井新港）
- 終点：岡山県玉野市築港2丁目（跨線橋西交差点、岡山県道22号倉敷玉野線交点）
- 総延長：1.9 km
- 実延長：1.5 km

## 歴史
- 1995年（平成7年）7月1日 - 岡山県告示第426号により認定される。

## 地理

### 通過する自治体
- 玉野市

### 交差する道路
| 交差する道路           | 交差する場所 | 交差する場所          |
| ---------------------- | ------------ | --------------------- |
| 岡山県道22号倉敷玉野線 | 築港2丁目    | 跨線橋西交差点 / 終点 |

### 交差する鉄道
- 宇野線

### 沿線
- 田井新港
- 玉野市営競輪場
- 岡山赤十字病院玉野分院
- JR西日本宇野線 宇野駅
- 宇野港